# 刺客任務：狙擊挑戰
《刺客任務：狙擊挑戰》是由2015年射擊場電子遊戲，由史克威尔艾尼克斯蒙特利尔製作。玩家扮演系列主角殺手47，通過触摸屏上的第一人稱狙擊視野來暗殺幾個重要人物。重要人物在湖邊的大院裡和一群同事聚集；玩家需要巧妙運用環境特點和次要任務尋找刺殺方法。隨著任務進展，玩家可以解鎖更強大的武器和新的武器技能。
該遊戲在2014年E3电子娱乐展新聞發布會上亮相，原本是史克威尔艾尼克斯2012年遊戲 《杀手：赦免》 的一個宣傳性小遊戲的擴充版。在加拿大進行測試後，史克威尔艾尼克斯於2015年6月4日正式發布了本作適用於Android和iOS平台的版本，並獲得普遍好評。有評論家稱讚其簡單又巧妙的關卡設計，亦有批評其活動場景過於單一。在免費更新中，史克威尔艾尼克斯增加了喪屍生存遊戲模式，新武器和萬聖節主題。發布一年後，《刺客任務：狙擊挑戰》仍然是史克威尔艾尼克斯蒙特利尔最大的收入來源，並幫助資助該工作室更廣為人知的《刺客任務Go》系列遊戲。

## 遊戲玩法

遊戲截圖。玩家透過瞄準鏡觀察時，可以選擇直接槍殺，或是打破玻璃讓目標摔死。

玩家在遊戲中扮演《刺客任務系列》系列主角、標準刺客殺手47，刺殺正在黑山三棟河邊別墅聚會的重要人物。
《狙擊挑戰》是以第一人稱瞄準鏡視角進行的射擊遊戲，47不會遭受反擊，但如果目標發覺有刺客然後逃離（部分目標會選擇躲藏）、或者警衛進入全面警戒狀態，合約就會失敗（如果在全面警戒狀態下刺殺目標則仍然成功）。所以47需要盡可能隱蔽的進行刺殺，不讓別墅內的人注意到。直接槍殺會引起目擊者注意，使用一些間接的方法諸如引發觸電和墮樓，警衛則會認為沒有可疑。另外，後備彈藥是無限的，給槍械裝彈會啟動一個快速反應事件，玩家需要滑動屏幕，成功會令47流利的裝彈，失敗則減慢裝彈速度。
地圖中的人物包括有高調目標、警衛和平民。高調目標是47需要殺死的人物，而殺死任務目標之外的其他高調目標也可以獲得大量分數。警衛巡查房屋，一旦發現有異常就展開調查。平民發現異常會告知附近的警衛，而殺死平民沒有獎勵也沒有懲罰。新的高調目標需要收集情報解鎖，未獲取有關情報的目標會被視為平民。另外地圖上也有筆記型電腦、香檳酒瓶等物品，破壞它們也可以得到分數，或者作為引誘敵人的方法。
遊戲共有6章，沒有任何故事情節，第一章為教學任務，第二章開始到最後則是實戰。每一次的合約都是刺殺11個高調目標的其中一個。還有比如獲得一定量的分數、用特定方式殺死警衛的次要任務。玩家需要先完成次要任務再刺殺主要目標，只殺死主要目標則算作合約未完成。假如玩家遇到卡關的情況，可以使用遊戲內貨幣購買來跳過當前任務，這樣做則得不到任務獎勵。
隨著遊戲進度的推進，47可以獲得新的武器藍圖，通過收集零件組合武器。或者在排行榜上爭取排名，到達一個新的階級就可以得到專屬武器。需要付費購買的武器則有著更強的性能。每個武器都有自己的加成和能力，能力如限定時間內顯示敵人和能夠破壞的物品、干擾無線電通訊，加成如子彈穿透力更強、警衛的戒心變得比平常鬆懈等。值得一提的是，人物只會聽到子彈從身邊呼嘯而過或撞擊物體的聲音，所以即使有些槍械沒有裝備滅音器，只在一兩百公尺以外的對方也聽不見任何槍聲。
在「死亡谷」當中，玩家的任務則是保衛一個正在修理汽車的男人，擊殺來犯的殭屍。《狙擊挑戰》本篇的槍械在「死亡谷」無法使用，而且武器的改造只能在戰鬥中進行。「死亡谷」共有三種難度可供選擇：普通、困難和專家。普通和困難難度要求47成功瓦解殭屍數個回合的攻勢，專家難度則是無止盡的生存模式。「死亡谷」也有自己的排行榜，但是不設定階級，爭取排名也不會有獎勵。

## 开发
《杀手：狙击挑战》是史克威尔艾尼克斯2012年游戏《杀手：赦免》推广小游戏《狙击挑战》的拓展。开发团队希望利用该游戏探索无需在游戏世界中移动角色的优点。游戏一开始被设计成针对iPad平台的“大型优质游戏”，价位会高于一般水平，但后来设计概念转变为免费游玩游戏，仅依靠玩家微交易支持运营。尽管游戏最终版保留微交易系统，史克威尔艾尼克斯还是决定向玩家收费，兼顾两种方案。
在2014年E3电子娱乐展上，史克威尔艾尼克斯公布了游戏的演示版。游戏原计划2014年发行，在加拿大进行了时间较长的软启动后，最终于2015年6月4日登陆iOS和Android平台。
和其他免费游玩游戏一样，游戏上线几年后不断有更新推出。2016年6月的免费更新增加了殭屍模式「死亡谷」（Death Valley Challenge Mode），47要阻止殭屍侵害一個正在修理汽車的男人，保障他能夠安全駕車逃離。此更新新设三个难度等级、新增武器升级及玩家成就。同年晚些时候，史克威尔艾尼克斯蒙特利尔新增万圣夜主题及限量版弓弩，该弓弩具有特殊能力，能使目标的鬼魂转变为玩家的盟友。

## 评价
根据游戏汇总媒体Metacritic，该作品获得“普遍好评”。《Gamezebo》将游戏列入2015年6月最佳手机游戏榜单。评论人赞赏谜题设计灵巧、简约，但也希望活动密集的游戏场景能有更多变化。他们表示，自从熟记了每位角色的移动路线及对各种鬼把戏的反应，他们对每个角色的了解更加深入了。《TouchArcade》表示，他对目标新组合作出本能反应，这种可预测性让人感觉不错，但表示游戏机制出于权衡起见，立刻变得反复。《Gamezebo》有不同看法，认为虽然游戏场景始终不变，但新目标和复杂性的加入保存了新鲜感和兴奋感。《Pocket Gamer》认为游戏最有趣的元素是各种利用“陷阱和把戏”击杀目标的手法。
《Gamezebo》特别称赞游戏利用音效提示玩家解决谜题。《TouchArcade》认为游戏利用对谋杀目标在别墅中消遣活动的观察，展开稀松的剧情。评论人也表示，角色们对枪声作出反应后仍继续派对，让他悬着的心放了下来，但认为游戏的彩蛋赎回了游戏的疯癫特质。《Pocket Gamer》认为游戏没有达到《杀手》系列可以偷偷藏匿尸体的情景幽默高度。《Gamezebo》也提出了批评意见，指核心加成技能破坏了游戏平衡。《TouchArcade》指游戏在iPad平板电脑上的体验要比屏幕更小的iPhone优秀，也表扬了可同步游戏进度的功能，因为众所周知苹果的iCloud难以完成实现游戏同步功能。虽然《Go》系列是史克威尔艾尼克斯蒙特利尔最知名的作品，但《杀手：狙击挑战》是该工作室的最大收入来源。作为工作室最赚钱的作品，游戏为《Go》系列的开发筹集了资金。